# Матильдув (Лодзинське воєводство)
Матильдув (пол. Matyldów) — село в Польщі, у гміні Рава-Мазовецька Равського повіту Лодзинського воєводства.
Населення — 149 осіб (2011).
У 1975-1998 роках село належало до Скерневицького воєводства.

## Демографія
Демографічна структура станом на 31 березня 2011 року:
|          | Загалом | Допрацездатний вік | Працездатний вік | Постпрацездатний вік |
| -------- | ------- | ------------------ | ---------------- | -------------------- |
| Чоловіки | 75      | 18                 | 54               | 3                    |
| Жінки    | 74      | 20                 | 40               | 14                   |
| Разом    | 149     | 38                 | 94               | 17                   |